# Rüdiger Klos
Rüdiger Klos (* 3. Oktober 1960 in Heidelberg) ist ein deutscher Politiker der Alternative für Deutschland (AfD). Er ist seit 2016 Mitglied des Landtags von Baden-Württemberg.

## Leben
Rüdiger Klos ist Sohn eines Sudetendeutschen und einer Italienerin. Er ist katholisch, verheiratet und hat drei Kinder.
Klos besuchte die Grundschule und das Gymnasium in Heidelberg. Anschließend begann er ein Studium der Betriebswirtschaftslehre an der Universität Mannheim. Parallel zum Studium führte er eine Weiterbildung zum Unternehmensberater durch.

## Politik
Klos war Gründungsmitglied des AfD-Landesverbandes Baden-Württemberg und war bis März 2017 stellvertretender Landessprecher der AfD.
Bei der Landtagswahl in Baden-Württemberg am 13. März 2016 zog er mit 23,0 Prozent der Erststimmen als Direktkandidat seiner Partei im Wahlkreis Mannheim I (Wahlkreis 35) in den Landtag von Baden-Württemberg ein und errang damit eines von zwei Erstmandaten seiner Partei in Baden-Württemberg. Als im Juli 2016 Jörg Meuthen und weitere 12 Abgeordnete nach umstrittenen Äußerungen von Wolfgang Gedeon aus der AfD-Fraktion austraten, folgte Klos nicht und verblieb in der alten Fraktion. Am 7. Juli 2016 wurde Klos zum stellvertretenden Fraktionsvorsitzenden der im Zuge der Auseinandersetzung um Wolfgang Gedeon dezimierten AfD-Fraktion gewählt. Im Oktober 2016 vereinigten sich beide Fraktionen wieder.
Bei der Aufstellungsversammlung zur Kommunalwahl 2019 bekam Klos 8 Stimmen und unterlag dem Kreisvorsitzenden im zweiten Wahlgang.
Danach verlegte Klos seinen Wohnsitz nach Tuttlingen und kandidierte bei der Nominierung im Wahlkreis Tuttlingen-Donaueschingen für die Landtagswahl 2021 gegen die am 2. November aus der AfD-Fraktion ausgetretene Abgeordnete Doris Senger. Er setzte sich im zweiten Wahlgang durch. Klos erreichte in seinem neuen Wahlkreis, dessen Erstmandat wie bisher an den CDU-Abgeordneten Guido Wolf ging, ein Zweitmandat und zog damit erneut in den Landtag ein. Im Wahlkreis Mannheim I verlor der nun dort angetretene AfD-Kandidat Robert Schmidt gegen Susanne Aschhoff von Bündnis 90/Die Grünen, sodass die AfD im Landtag über kein Erstmandat mehr verfügt. Bei den turnusmäßigen Vorstandswahlen der AfD-Fraktion im baden-württembergischen Landtag am Freitag, 8. April 2022 folgte Rüdiger Klos als stellvertretender Fraktionschef auf den 31 Jahre alten Ruben Rupp. Dieses Amt übte Klos lediglich rund neun Monate aus. Seit einer außerordentlichen Vorstandswahl im Januar 2023 gehört Klos nicht mehr dem Vorstand der AfD-Fraktion im baden-württembergischen Landtag an.